# Eucoptaspis
Eucoptaspis is een geslacht van rechtvleugeligen uit de familie sabelsprinkhanen (Tettigoniidae). De wetenschappelijke naam van dit geslacht is voor het eerst geldig gepubliceerd in 1966 door Willemse.

## Soorten
Het geslacht Eucoptaspis omvat de volgende soorten:
- Eucoptaspis novaeguineae Willemse, 1966
- Eucoptaspis sumbaensis Willemse, 1966